# Большой Куют
Большой Куют — река в России, протекает по Турочакскому району Республики Алтай. Устье реки находится в 166 км по правому берегу реки Бия. Длина реки составляет 33 км, площадь водосборного бассейна 223 км². Возле устья впадает Малый Куют.

## Данные водного реестра
По данным государственного водного реестра России относится к Верхнеобскому бассейновому округу, водохозяйственный участок реки — Бия, речной подбассейн реки — Бия и Катунь. Речной бассейн реки — (Верхняя) Обь до впадения Иртыша.